# Arcidiocesi di Benevento

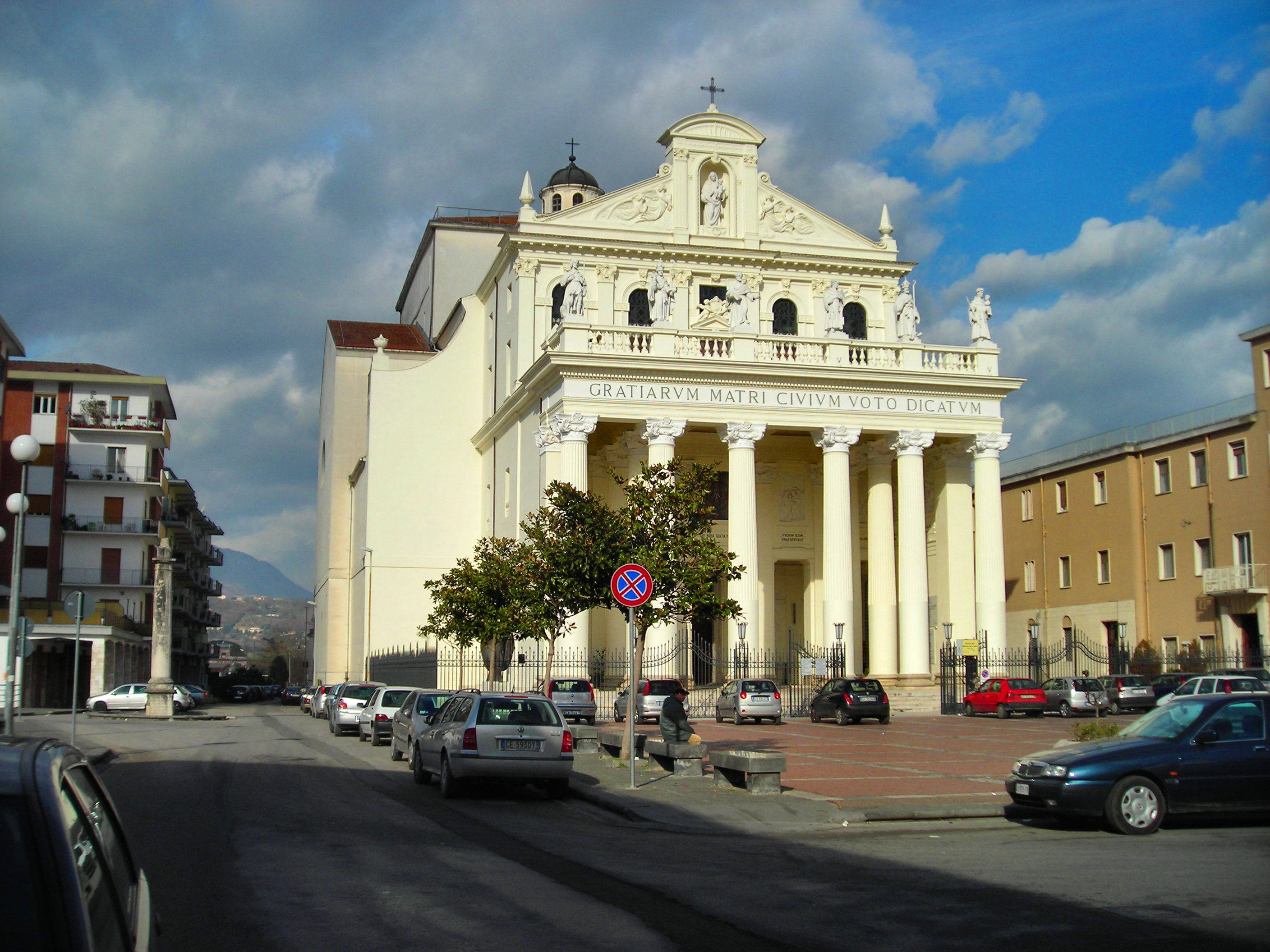
La basilica della Madonna delle Grazie a Benevento.

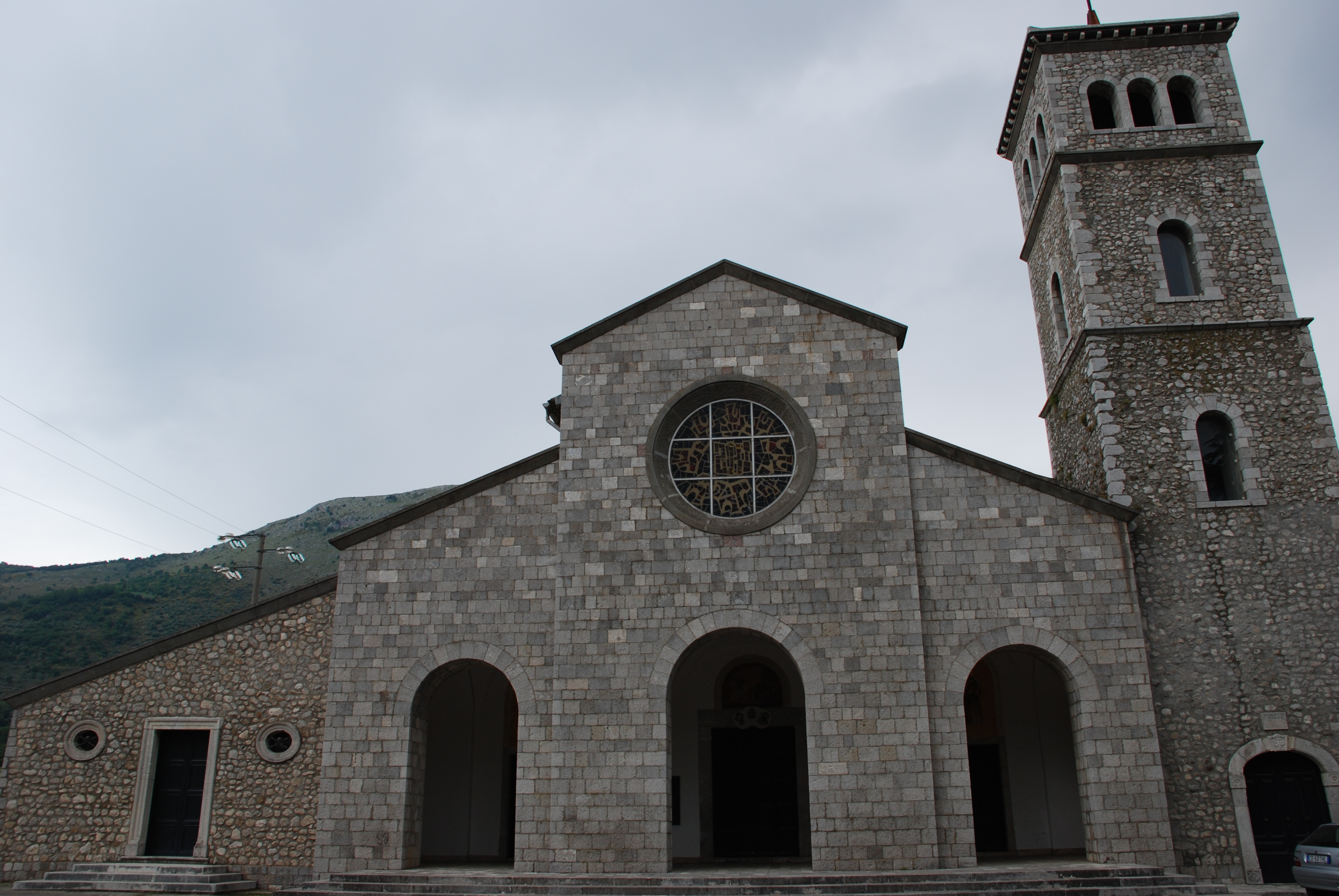
La basilica della Santissima Annunziata di Vitulano, chiamata popolarmente "chiesa di Sant'Antonio".

La cattedra arcivescovile.

L'arcidiocesi di Benevento (in latino Archidioecesis Beneventana) è una sede metropolitana della Chiesa cattolica in Italia appartenente alla regione ecclesiastica Campania. Nel 2022 contava 258.000 battezzati su 261.980 abitanti. È retta dall'arcivescovo Felice Accrocca.

## Patrono
Il santo patrono principale è san Bartolomeo apostolo.

## Territorio
L'arcidiocesi comprende la città di Benevento e i comuni di Arpaise, San Bartolomeo in Galdo, Montemiletto, Pietradefusi, Pietrastornina, Reino, Fragneto l'Abate, Santa Croce del Sannio, San Giorgio la Molara, Cervinara, San Giorgio del Sannio, Roccabascerana, San Nicola Manfredi, Paduli, Petruro Irpino, Lapio, Foglianise, Torre Le Nocelle, Vitulano, Sant'Angelo a Cupolo, Pago Veiano, Torrecuso, Calvi, Colle Sannita, Ceppaloni, San Lupo, Montefusco, Baselice, San Leucio del Sannio, Morcone, San Marco dei Cavoti, Pannarano, Altavilla Irpina, Apollosa, Montefalcione, Montesarchio, San Nazzaro, Tufo, Apice, Pietrelcina, Molinara, Paupisi, Cautano, Colle Sannita, Venticano, Sant'Arcangelo Trimonte, San Martino Sannita, Sassinoro, Torrioni, Bonea, Campoli del Monte Taburno, Buonalbergo, Castelpoto, Castelvetere in Val Fortore, Santa Paolina, Chianche, Montecalvo Irpino, Paolisi, San Martino Valle Caudina, Tocco Caudio, Fragneto Monforte, Circello, Rotondi, Foiano di Val Fortore, Campolattaro, Castelpagano, Pesco Sannita, Pontelandolfo.
Sede arcivescovile è la città di Benevento, dove si trova la cattedrale di Santa Maria de Episcopio.
Il territorio si estende su 1.691 km² ed è suddiviso in 116 parrocchie, raggruppate in 9 zone pastorali o foranie: Benevento, Miscano, Belvedere, Irpina, Sabatina, Caudina, Vitulanese, Tammaro e Fortorina.

### Provincia ecclesiastica
La provincia ecclesiastica di Benevento comprende le seguenti suffraganee:
- diocesi di Ariano Irpino-Lacedonia,
- diocesi di Avellino,
- diocesi di Cerreto Sannita-Telese-Sant'Agata de' Goti,
- arcidiocesi di Sant'Angelo dei Lombardi-Conza-Nusco-Bisaccia,
- abbazia territoriale di Montevergine.

## Storia
Lo scrittore ecclesiastico beneventano, Mario La Vipera, arcidiacono della Metropolitana, nel Catalogus Sanctorum Ecclesiae Beneventanae (1635) e nella Chronologia episcoporum et archiepiscoporum metropolitanae ecclesiae beneventanae (1636), afferma, che, antiqua traditione et ex maiorum nostrorum traditione, il primo vescovo sia stato san Fotino, greco, mandato da san Pietro nell'anno 40. Tuttavia non tutti i vescovi tramandati ex antiqua traditione hanno un fondamento storico e documentario.
L'ordinario di Benevento Landolfo fu il primo che ricevette il titolo di arcivescovo metropolita con la bolla Cum certum sit di papa Giovanni XIII del 26 maggio 969. L'arcivescovo godeva di particolari privilegi: sigillava i suoi diplomi con il bollo di piombo, come avviene nella Curia romana, e come lo stesso pontefice, usava il camauro e si faceva procedere nelle visite dal Santissimo Sacramento.
L'uso del camauro, e la prerogativa di farsi precedere dall'eucaristia, sono cessati nell'anno 1466, con l'arcivescovo Niccolò Piccolomini e sotto Paolo II.
L'arcidiocesi ebbe nel tempo fino a 32 chiese suffraganee: Acquaputrida, Sant'Agata dei Goti, Alife, Ariano, Ascoli, Avellino, Boiano, Bovino, Dragonara, Fiorentino, Frigento, Guardalfieri, Larino, Lesina, Limosano, Lucera, Montecorvino, Montemarano, Ordona, Quintodecimo, Sepino, Sessola, Telese, Termoli, Tocco Caudio, Tortivoli, Trivento, Trevico, Troia, Viccari, Volturara. Per un certo periodo, dal 668 al 1034, la cura pastorale della chiesa di Siponto fu affidata agli arcivescovi di Benevento.
Poi i vescovi suffraganei si ridussero a 24, sul cominciare del XII secolo o meglio nel concilio provinciale di Ugone Guidardi del 1374, come sono scolpiti sulla porta di bronzo del duomo di Benevento.
Di questa vasta regione ecclesiastica, che andava dal mar Tirreno all'Adriatico, entravano a far parte paesi attualmente appartenenti a cinque province: Benevento, Caserta, Campobasso, Foggia e Avellino, cosicché esso rappresenta quasi il ducato di Benevento, dopo la scissione di quelli di Salerno e di Capua.
Le chiese suffraganee poi, furono ridotte a tredici, rimaste in vigore fino alla fine della seconda guerra mondiale: Sant'Agata de' Goti, Ariano, Ascoli e Cerignola, Avellino, Boiano, Bovino, Cerreto (Telese), Larino, Lucera, Montevergine, Piedimonte (Alife), San Severo e Termoli.
Il 23 febbraio 1916 in forza del decreto Archidioecesis Beneventana della Sacra Congregazione concistoriale cedette la parrocchia di Casalnuovo Monterotaro alla diocesi di Lucera e le due parrocchie di Lesina e di Poggio Imperiale alla diocesi di San Severo.
Il 15 ottobre 1979 in forza del decreto Quo uberius della Congregazione per i vescovi ha ceduto all'abbazia territoriale di Montevergine il comune di Sant'Angelo a Scala.
Il 21 gennaio 1983, per effetto del decreto Ad uberius della stessa Congregazione per i vescovi, ha esteso la sua giurisdizione al comune di San Bartolomeo in Galdo, che prima era appartenuto alla diocesi di Lucera e al comune di Sassinoro, che prima era appartenuto all'arcidiocesi di Campobasso-Boiano; nel contempo ha ceduto alla stessa arcidiocesi di Campobasso-Boiano la giurisdizione sui comuni di Sant'Angelo Limosano, Limosano, Matrice, Campolieto, Monacilioni, San Giovanni in Galdo, Toro, Campodipietra, Jelsi, Gildone, Cercemaggiore, Riccia, Gambatesa, Tufara, Pietracatella, Macchia Valfortore e Sant'Elia a Pianisi.
Il 6 marzo 1997 con il decreto Ad uberius della medesima Congregazione per i vescovi, l'arcidiocesi di Benevento ha ceduto i comuni di Greci e Savignano Irpino alla diocesi di Ariano Irpino-Lacedonia ottenendo in cambio il comune di Sant'Arcangelo Trimonte.
Il 25 gennaio 1998 con un altro decreto Ad uberius della medesima Congregazione per i vescovi ha acquisito inoltre dalla diocesi di Ariano Irpino-Lacedonia il comune di Buonalbergo.
Due cardinali, arcivescovi della città, salirono al trono pontificio: Paolo III e Benedetto XIII. La città di Benevento, inoltre, ha dato i natali a due papi: Gregorio VIII e Vittore III.

### Diocesi soppresse
- Diocesi di Limosano
- Diocesi di Tocco Caudio

## Cronotassi dei vescovi
Si omettono i periodi di sede vacante non superiori ai 2 anni o non storicamente accertati.
- San Gennaro † (? - 305 deceduto)
- Teofilo † (menzionato nel 313)
- San Doro I (?) † (320)
- Sant'Apollonio † (326)
- San Cassiano (?) † (340)
- San Gennaro II † (menzionato nel 343/344)
- Liniano I † (369)[7]
- Sant'Emilio † (prima del 406 - dopo il 407)
- San Giovanni I ? † (415 - 448)[8]
- Doro II † (menzionato nel 448)
- San Tammaro † (465)
- San Sofio (san Sophias) † (490)[9]
- Epifanio † (prima del 492/496 - dopo il 499)
- Felice I (?) † (520)
- San Marciano † (533)[10]
- San Zenone (o Zosimo) † (543)[11]
- Felice II † (585)
- Liniano II † (591)[7]
- Davide I † (600)[12]
- Barbaro † (602)[13]
- Alfano † (615)
- Ildebrando † (652 - 663)
- San Barbato † (663 - 19 febbraio 682 deceduto)[14]
- Beato Giovanni II † (684 - 716)
- Totone † (menzionato nel 733)
- Monoaldo † (menzionato nel 743)
- Giovanni III † (menzionato nel 748)
- Davide II † (circa 781/782 - 796 deceduto)[15]
- Gutto †
- Orso † (menzionato nell'831 e nell'839)[16]
- Ermerisso † (prima dell'839 - 845)
- Giovanni IV † (845 - ?)
- Giovanni V † (852 - ?)
- Aione † (871 - 886)
- Pietro † (887 - 914 deceduto)
- Giovanni VI † (914 - 928 deceduto)
- Giovanni VII † (928 - 956 deceduto)
- Landolfo I † (956 - 983 deceduto)
- Alone † (983)
- Alfano † (985 - 1001 deceduto)
- Alfano II † (1001 - 1045 deceduto)
- Maldefrido † (1045 - 1053)
- Ouldarico † (1053 - 1069)
- Aurelio † (circa 1071 - circa 1074 deceduto)
- San Milone † (1074 - 23 febbraio 1076 deceduto)
- Roffredo I † (19 giugno 1076 consacrato - 9 settembre 1107 deceduto)[17]
- Landolfo II † (8 novembre 1108 - 4 agosto 1119 deceduto)[18]
- Roffredo II † (prima di maggio 1120 - 1130 deceduto)[17]
- Landolfo de Garderisio † (1130 - 1132)
- Gregorio † (1130 - 1145)
- Roseola † (1145 - 1146)
- Pietro II † (1147 o 1148 - circa marzo 1155 deceduto)
- Enrico † (prima di settembre 1156 - dopo gennaio 1165)[19]
- Lombardo da Piacenza † (dopo aprile 1171 - aprile 1177 / luglio 1179 dimesso)[20]
- Ruggero, O.S.B. † (1179[21] - 1221 deceduto)
- Ugolino de Comite † (1221 - circa 1251 deceduto)
- Capoferro † (prima di settembre 1252 - 17 dicembre 1280 deceduto)[22]
- Giovanni di Castrocielo, O.S.B. † (17 giugno 1282 - 13 ottobre 1294 nominato amministratore apostolico)
  - Giovanni di Castrocielo, O.S.B. † (13 ottobre 1294 - 22 febbraio 1295 deceduto) (amministratore apostolico)
- Giovanni X † (2 ottobre 1295 - 2 gennaio 1301 nominato arcivescovo di Capua)
- Adenolfo † (2 gennaio 1301 - 1302 dimesso)
- Beato Giacomo da Viterbo, O.E.S.A. † (3 settembre 1302 - 12 dicembre 1302 nominato arcivescovo di Napoli)[23]
- Monaldo Monaldeschi, O.F.M. † (dicembre 1302 - 1331 deceduto)
- Arnaldo de Brusaco, O.F.M. † (10 gennaio 1332 - 1344 deceduto)
- Guglielmo Isnardi, O.F.M. † (3 marzo 1344 - 1346 deceduto)
- Stefano Dupin † (16 ottobre 1346 - 1350 deceduto)
- Pietro Dupin † (18 novembre 1350 - 1360 deceduto)
- Geraud † (4 dicembre 1360 - ?)
- Guillaume Bourgeois † (1362 - ? deceduto)
- Ugone da Bruxeo, O.P. † (22 marzo 1363 - ? deceduto)
- Ugone Guidardi † (19 novembre 1365 - 1378 ?)
- Francesco Uguccione † (1383 - 28 agosto 1384 nominato arcivescovo di Bordeaux)
- Nicolò Zanasio † (1384 - 1384 nominato arcivescovo di Napoli)
- Donato d'Aquino † (1385 - 8 aprile 1426 deceduto)
- Paolo Capranica † (16 giugno 1427 - 31 dicembre 1428 deceduto)
- Gaspare Colonna † (7 gennaio 1429 - 4 luglio 1435 deceduto)
- Astorgio Agnesi † (8 febbraio 1436 - 10 ottobre 1451 deceduto)
- Giacomo della Ratta † (13 ottobre 1451 - 1460 deposto)
- Alessio de Cesari † (22 marzo 1462 - 31 luglio 1464 deceduto)
- Niccolò Piccolomini † (3 agosto 1464 - 21 ottobre 1467 deceduto)
- Corrado Capece † (30 ottobre 1467 - 1482 deceduto)
- Leonardo Griffi † (23 settembre 1482 - 24 novembre 1485 deceduto)[24]
- Lorenzo Cybo de Mari † (5 dicembre 1485 - 20 gennaio 1503 dimesso)
- Ludovico Podocataro † (20 gennaio 1503 - 8 gennaio 1504 nominato amministratore apostolico)
  - Ludovico Podocataro † (8 gennaio 1504 - 25 agosto 1504 deceduto) (amministratore apostolico)
  - Galeotto Franciotti della Rovere † (30 agosto 1504 - 11 settembre 1508 deceduto) (amministratore apostolico)
  - Sisto Gara della Rovere † (11 settembre 1508 - 6 marzo 1514 dimesso) (amministratore apostolico)
  - Alessandro Farnese il Vecchio † (6 marzo 1514 - 31 agosto 1522 dimesso) (amministratore apostolico)
- Alfonso Sforza di Santa Fiora † (31 agosto 1522 - ? deceduto)
  - Alessandro Farnese il Vecchio † (1528 - 12 gennaio 1530 dimesso, poi eletto papa con il nome di Paolo III) (amministratore apostolico)
- Francesco Della Rovere † (12 gennaio 1530 - 2 aprile 1544 dimesso)
- Giovanni Della Casa † (2 aprile 1544 - 14 novembre 1556 deceduto)
  - Alessandro Farnese il giovane † (22 novembre 1556 - 16 gennaio 1560 dimesso) (amministratore apostolico)
- Giacomo Savelli † (26 gennaio 1560 - 17 maggio 1574 dimesso)
- Massimiliano Palombara † (17 maggio 1574 - 23 gennaio 1607 deceduto)
- Pompeo Arrigoni † (7 febbraio 1607 - 4 aprile 1616 deceduto)
- Alessandro di Sangro † (2 maggio 1616 - 18 febbraio 1633 deceduto)
- Agostino Oreggi † (28 novembre 1633 - 12 luglio 1635 deceduto)
  - Sede vacante (1635-1642)
- Vincenzo Maculani, O.P. † (13 gennaio 1642 - 18 maggio 1643 dimesso)
- Giovan Battista Foppa, C.O. † (18 maggio 1643 - 18 dicembre 1673 deceduto)
- Giuseppe Bologna † (12 marzo 1674 - 19 febbraio 1680 dimesso)
- Girolamo Gastaldi † (19 febbraio 1680 - 8 aprile 1685 deceduto)
- Pietro Francesco Orsini, O.P. † (18 marzo 1686 - 29 maggio 1724 eletto papa con il nome di Benedetto XIII)
  - Papa Benedetto XIII † (29 maggio 1724 - 23 febbraio 1730 deceduto) (amministratore apostolico)
- Niccolò Paolo Andrea Coscia † (23 febbraio 1730 succeduto - 8 gennaio 1731 dimesso)
- Sinibaldo Doria † (21 maggio 1731 - 2 dicembre 1733 deceduto)
- Serafino Cenci † (18 dicembre 1733 - 24 giugno 1740 deceduto)
- Francesco Landi † (18 settembre 1741 - 17 gennaio 1752 dimesso)
- Francesco Pacca † (20 marzo 1752 - 14 luglio 1763 deceduto)
- Gianbattista Colombini, O.F.M.Conv. † (19 dicembre 1763 - 3 febbraio 1774 deceduto)
- Francesco Maria Banditi, C.R. † (29 maggio 1775 - 27 gennaio 1796 deceduto)
- Domenico Spinucci † (27 giugno 1796 - 21 dicembre 1823 deceduto)
- Giovanni Battista Bussi † (3 maggio 1824 - 31 gennaio 1844 deceduto)
- Domenico Carafa della Spina di Traetto † (22 luglio 1844 - 17 giugno 1879 deceduto)
- Camillo Siciliano di Rende † (12 maggio 1879 - 16 maggio 1897 deceduto)
- Donato Maria Dell'Olio † (5 febbraio 1898 - 18 gennaio 1902 deceduto)
- Benedetto Bonazzi, O.S.B. † (9 giugno 1902 - 23 aprile 1915 deceduto)
- Alessio Ascalesi, C.PP.S. † (9 dicembre 1915 - 7 marzo 1924 nominato arcivescovo di Napoli)
- Luigi Lavitrano † (16 luglio 1924 - 29 settembre 1928 nominato arcivescovo di Palermo)
- Adeodato Piazza, O.C.D. † (29 gennaio 1930 - 16 dicembre 1935 nominato patriarca di Venezia)
- Agostino Mancinelli † (15 aprile 1936 - 1º gennaio 1962 deceduto)
- Raffaele Calabria † (1º gennaio 1962 succeduto - 24 maggio 1982 deceduto)
- Carlo Minchiatti † (6 agosto 1982 - 25 novembre 1991 ritirato)
- Serafino Sprovieri † (25 novembre 1991 - 3 maggio 2006 ritirato)
- Andrea Mugione † (3 maggio 2006 - 18 febbraio 2016 ritirato)
- Felice Accrocca, dal 18 febbraio 2016

## Statistiche
L'arcidiocesi nel 2022 su una popolazione di 261.980 persone contava 258.000 battezzati, corrispondenti al 98,5% del totale.
| anno | popolazione | popolazione | popolazione | presbiteri | presbiteri | presbiteri | presbiteri                | diaconi | religiosi | religiosi | parrocchie |
| anno | battezzati  | totale      | %           | numero     | secolari   | regolari   | battezzati per presbitero | diaconi | uomini    | donne     | parrocchie |
| ---- | ----------- | ----------- | ----------- | ---------- | ---------- | ---------- | ------------------------- | ------- | --------- | --------- | ---------- |
| 1950 | 333.500     | 335.000     | 99,6        | 371        | 267        | 104        | 898                       |         | 187       | 370       | 161        |
| 1959 | 333.500     | 333.900     | 99,9        | 326        | 220        | 106        | 1.023                     |         | 180       | 435       | 163        |
| 1970 | 319.495     | 321.114     | 99,5        | 317        | 193        | 124        | 1.007                     |         | 192       | 469       | 163        |
| 1980 | 285.194     | 287.423     | 99,2        | 261        | 156        | 105        | 1.092                     |         | 129       | 377       | 165        |
| 1990 | 266.000     | 270.000     | 98,5        | 209        | 118        | 91         | 1.272                     | 3       | 119       | 208       | 120        |
| 1999 | 263.000     | 265.744     | 99,0        | 244        | 117        | 127        | 1.077                     | 16      | 210       | 320       | 117        |
| 2000 | 263.100     | 265.800     | 99,0        | 250        | 130        | 120        | 1.052                     | 18      | 197       | 324       | 116        |
| 2001 | 263.100     | 265.800     | 99,0        | 243        | 132        | 111        | 1.082                     | 19      | 186       | 314       | 116        |
| 2002 | 263.100     | 265.800     | 99,0        | 250        | 142        | 108        | 1.052                     | 19      | 179       | 291       | 116        |
| 2003 | 263.100     | 265.800     | 99,0        | 249        | 151        | 98         | 1.056                     | 20      | 150       | 280       | 116        |
| 2004 | 265.000     | 266.300     | 99,5        | 251        | 154        | 97         | 1.055                     | 20      | 150       | 280       | 116        |
| 2006 | 265.000     | 267.000     | 99,3        | 231        | 153        | 78         | 1.147                     | 32      | 116       | 249       | 116        |
| 2012 | 270.000     | 272.000     | 99,3        | 216        | 142        | 74         | 1.250                     | 46      | 116       | 250       | 117        |
| 2015 | 265.000     | 267.000     | 99,3        | 217        | 146        | 71         | 1.221                     | 53      | 112       | 193       | 116        |
| 2018 | 264.600     | 268.600     | 98,5        | 213        | 142        | 71         | 1.242                     | 59      | 74        | 193       | 116        |
| 2020 | 263.800     | 267.790     | 98,5        | 206        | 134        | 72         | 1.280                     | 59      | 78        | 163       | 116        |
| 2022 | 258.000     | 261.980     | 98,5        | 201        | 129        | 72         | 1.283                     | 60      | 77        | 145       | 116        |